# Rue Danielle-Casanova (Aubervilliers)
Pour les articles homonymes, voir Rue Danielle-Casanova.
La rue Danielle-Casanova à Aubervilliers, est une des artères importantes de cette ville. Elle suit le tracé de la Route Départementale 27.

## Situation et accès

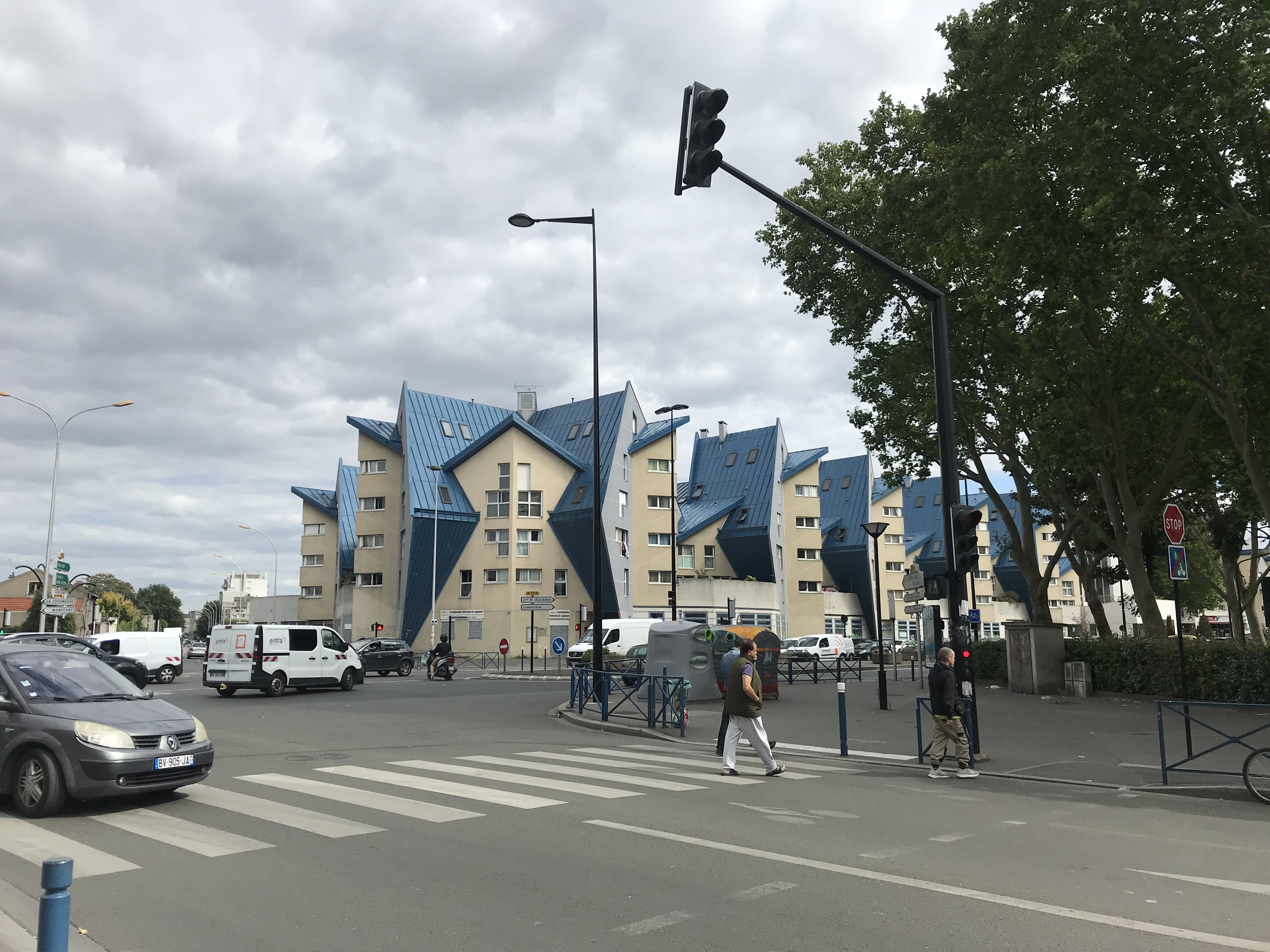
Au croisement de la rue Charles-Tillon, en juillet 2020.

Cette voie commence à l'ouest par un carrefour avec la rue de Crèvecœur, qui la prolonge, et la rue Émile-Zola.
Elle croise notamment la route départementale 114 formée par la rue du Pont-Blanc et la rue Charles-Tillon.
Elle se termine à l'est par l'avenue de la Division-Leclerc à Bobigny, au croisement avec l'avenue Jean-Jaurès.
Desserte
- Fort d'Aubervilliers (métro de Paris)

## Origine du nom

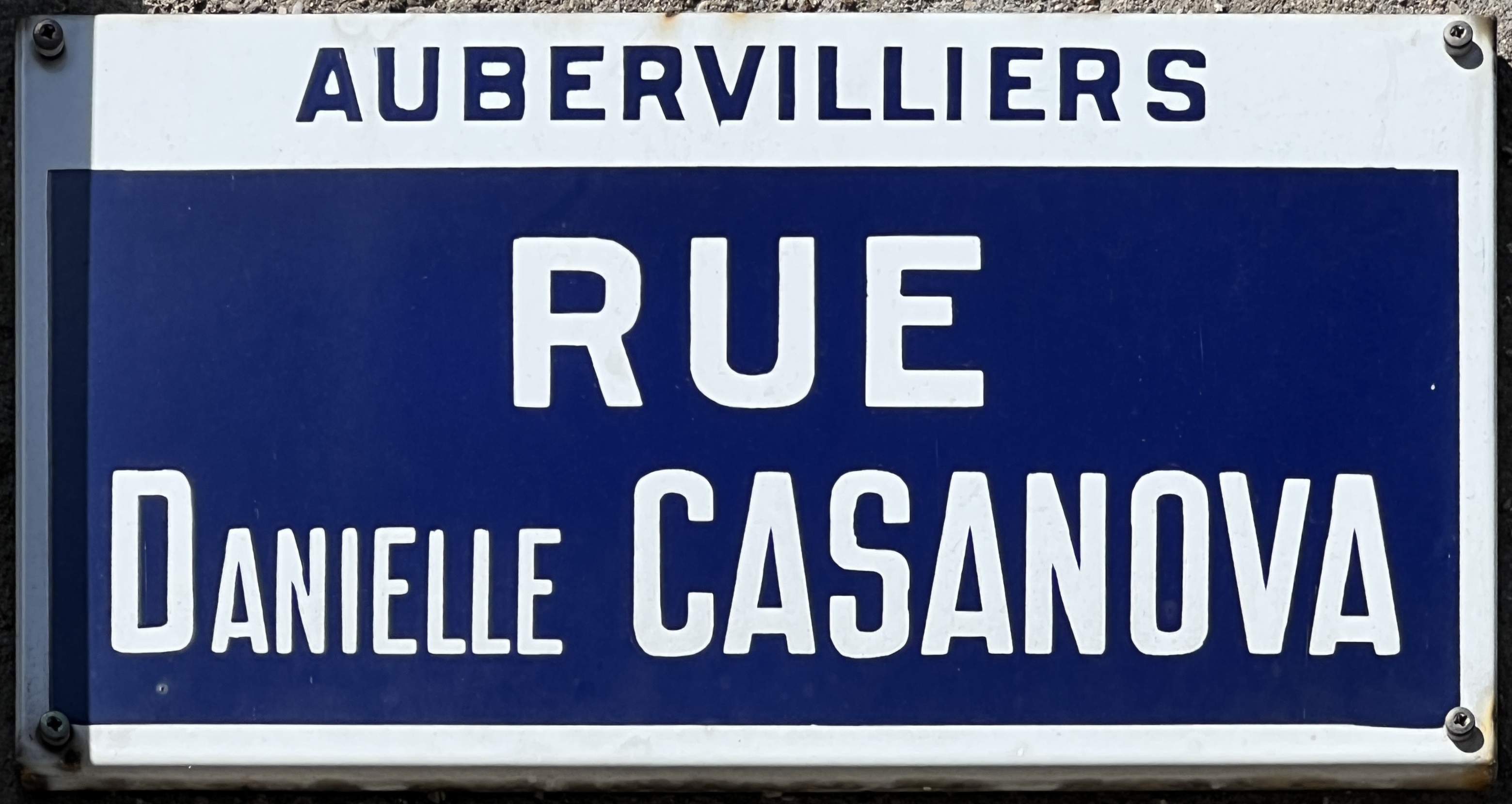
Plaque de la rue.

Cette voie de communication s'appelait jadis chemin des Ponceaux, puis rue du Bateau.
Elle a été renommée en hommage à Danielle Casanova (1909-1943), une militante communiste et résistante française lors de la Seconde Guerre mondiale, morte en déportation à Auschwitz.

## Historique
En 1879, s'installent au début de la rue, des industries de boyauderie.
Au début du siècle, s'y établirent des jardins ouvriers sur les pentes du fort d'Aubervilliers.
En 1944, pendant les combats de la Libération, la division Leclerc stationne sur la N 2 (carrefour Jean-Jaurès/Danielle-Casanova).

## Géologie
La commune repose sur un sous-sol de nature sédimentaire. La rue est située sur un sous-sol peu stable: la dissolution dans les gypses tertiaires entraînant la formation de cloches de fontis:
- Le 17 novembre 1900, un cantonnier effectuant une réparation à la chaussée de la rue, constata la formation d'une cavité[7],[8];
- En 1960, eut lieu un effondrement à la hauteur du numéro 156[9]. Le volume de la cloche atteignait 1.500 mètres3 pour un diamètre à la base de 15 mètres et une hauteur de 15 mètres[10].

## Bâtiments remarquables et lieux de mémoire
- Cimetière communal d'Aubervilliers, dit cimetière du Pont-Blanc, ouvert en 1862[4].
- Église Évangélique Rocher du Salut[11],[12]
- Cité Émile-Dubois, dite cité des 800[13], dont la barre HLM Charles-Grosperrin a fait en 2021 l'objet d'une exposition sur le thème du logement populaire dans les années 1950[14],[15],[16].